# Juhászlak
Juhászlak (1899-ig és 1939–1944 között Runyina, szlovákul: Runina, ukránul: Руніна / Runyina) község Szlovákiában, az Eperjesi kerület Szinnai járásában.

## Fekvése
Szinnától 28 km-re északkeletre, a Keleti-Beszkidekben, a lengyel határ mellett fekszik.

## Története
1569-ben „Ronua” néven említették először, mint a homonnai uradalomhoz tartozó soltészjogú települést. Magyar nevét onnan kapta, hogy a falu lakosai egykor főként juhtenyésztéssel és fakivágással foglalkoztak.
A 18. század végén Vályi András így ír róla: „RUNYINA. Orosz falu Zemplén Várm. földes Ura Gr. Vandernót Uraság, lakosai ó hitüek, fekszik n. k. Topolyához, n. ny. Ruszkához is 1 órányira; határja 2 nyomásbéli, zabot középszerűen, kevés árpát, kölest, tatárkát, és krompélyt terem; földgye hegyes, vőlgyes, kősziklás; erdeje van, legelővel bővelkedik, piatza Ungváron, és Homonnán.”
Fényes Elek 1851-ben kiadott geográfiai szótárában így ír a faluról: „Runyina, orosz f. Szinna fil. 274 g. kath., 11 zsidó lak., 316 h. szántófölddel. F. U. Lónyay. ”
Borovszky Samu monográfiasorozatának Zemplén vármegyét tárgyaló része szerint: „Juhászlak, előbb Runyina. A Beszkidek alatt fekvő ruthén kisközség. Van 41 háza s 279 gör. kath. vallású lakosa. Postája Nagypolány, távírója Szinna, vasúti állomása Nagyberezna. A gácsi határszélen fekszik s hajdan a homonnai uradalomhoz tartozott. Az újabb korban a Prámer család, majd Satzger Keresztély lett az ura, most pedig Scharnitzer Ottó lovagnak van itt nagyobb birtoka. A faluban gör. kath. templom van, mely 1796-ban épült.”
A 20. század elején híres volt fűrésztelepeiről. 1920 előtt Zemplén vármegye Szinnai járásához tartozott, majd az újonnan létrehozott csehszlovák államhoz csatolták. 1939 és 1945 között ismét Magyarország része.

## Népessége
| Év:            | 1994. | 2004.    | 2014.   | 2024.    |
| -------------- | ----- | -------- | ------- | -------- |
| Emberek száma: | 123   | 74       | 80      | 69       |
| Eltérés:       |       | -39,83 % | +8,10 % | -13,75 % |

| Év:            | 2023. | 2024.   |
| -------------- | ----- | ------- |
| Emberek száma: | 71    | 69      |
| Eltérés:       |       | -2,81 % |

1910-ben 555, többségben ruszin anyanyelvű lakosa volt, jelentős lengyel és német kisebbséggel.
2001-ben 91 lakosából 62 ruszin és 23 ukrán volt.
2011-ben 85 lakosából 69 ruszin, 10 szlovák és 6 ukrán volt.

## Nevezetességei
- 1796-ban épült ortodox temploma